# Apopestes cantralasiae
Apopestes cantralasiae là một loài bướm đêm trong họ Erebidae.